# Districte de Llevant (Palma)

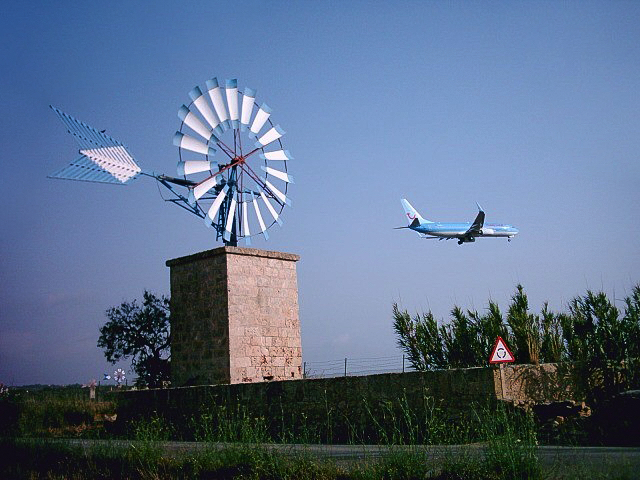
Sant Jordi.

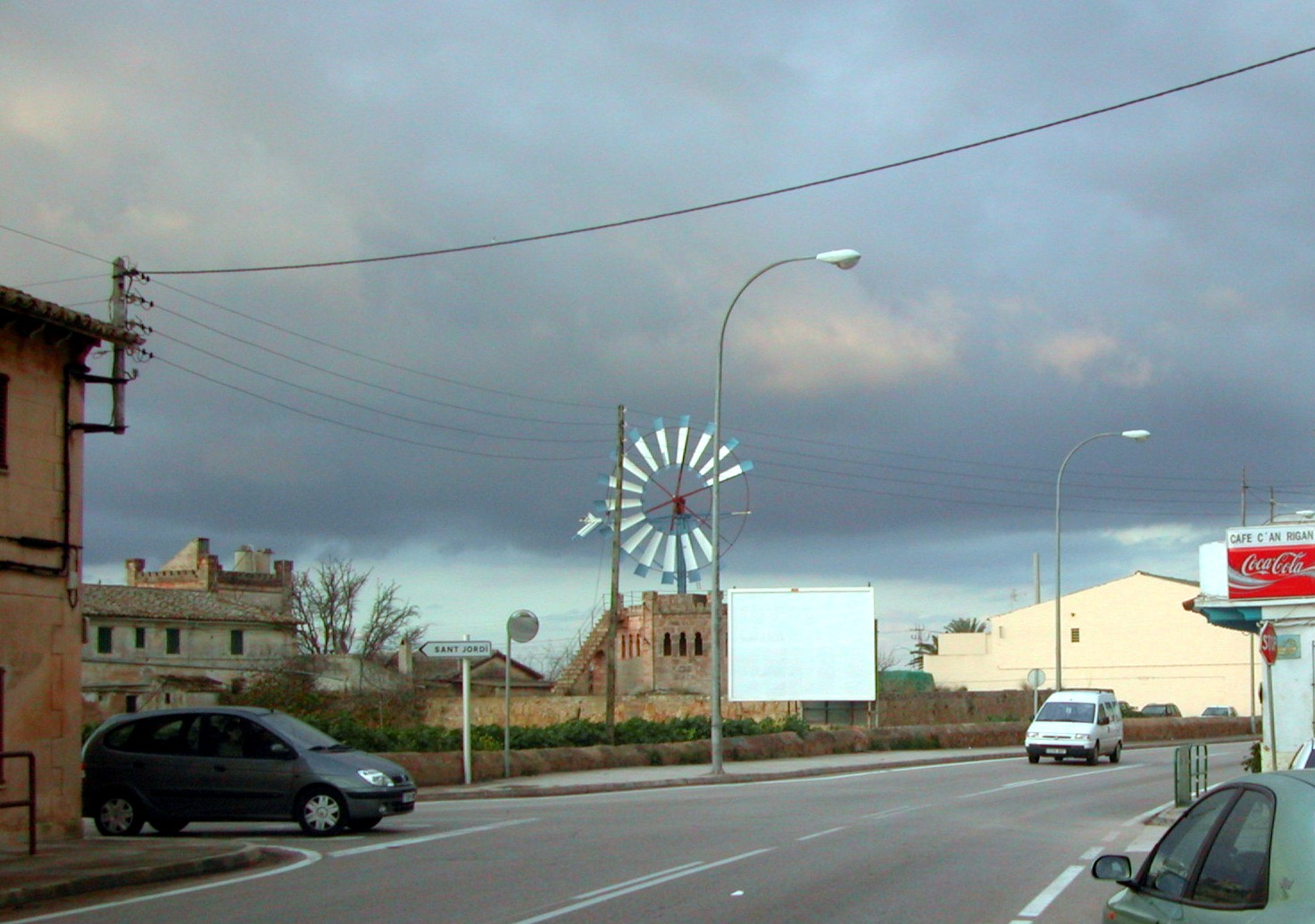
Sa Casa Blanca

El districte de Llevant és una de les cinc zones administratives en què s'ha dividit el terme municipal de Palma i està format pels següents 27 barris:
- L'Aranjassa
- Can Capes
- La Casa Blanca
- Estadi Balear
- Foners
- Els Hostalets
- Mare de Déu de Lluc
- Marquès de la Fontsanta
- Pere Garau
- El Pil·larí
- Polígon de Llevant
- Rafal Nou
- Rafal Vell
- Sant Jordi
- La Soledat (nord)
- La Soledat (sud)
- Son Canals
- Son Cladera
- Son Ferriol
- Son Fortesa (nord)
- Son Fortesa (sud)
- Son Gotleu
- Son Malferit
- Son Riera
- Son Rutlan
- El Viver

A més, també hi ha aquesta zona que no és pròpiament un barri:
- Aeroport